# Pietro Francesco Galleffi
Pietro Francesco Galleffi (Galeffi) (1770-1837) foi um cardeal italiano .

## Biografia
Nasceu em Roma em 27 de outubro de 1770, Cesena. De família patrícia. Filho do conde Vincenzo Galleffi e da condessa Violante Fantaguzzi. Compatriota e cliente da família Braschi do Papa Pio VI. Seu primeiro nome também está listado como Pier Francesco; e seu sobrenome como Galeffi.
Estudou no convento franciscano de Cesena, sob a orientação do padre Bonaventura Gazzola, OFMRef., futuro bispo e cardeal, a partir de 1780; e na Pontifícia Academia dos Nobres Eclesiásticos, Roma, de 1791 a 1793.
Nomeado camareiro particular participante, antes de 22 de fevereiro de 1794. Cônego do capítulo da basílica patriarcal do Vaticano em 21 de setembro de 1794. Forçado a deixar Roma pelas autoridades da República Romana, 17 de maio de 1798. Economous e secretário da SC da Fábrica de São Pedro, 30 de outubro de 1800. Ingressou na prelatura romana como prelado doméstico de Sua Santidade antes de 8 de novembro de 1800. Nomeado referendário em 9 de novembro de 1800. Protonotário apostólico não participante antes de 20 de dezembro de 1800. Em 1801, ele foi co-visitador, com o Cardeal Francesco Carafa della Spina di Traetto, do Hospital de Santo Spirito em Sassia, Roma.
Ordenado (sem mais informações encontradas).
Criado cardeal sacerdote no consistório de 11 de julho de 1803; recebeu o chapéu vermelho em 14 de julho de 1803; e o título de S. Bartolomeo all'Isola, 26 de setembro de 1803. Abade commendatario perpetuo e ordinario de Ss. Benedetto e Scolastica di Subiaco de 26 de setembro de 1803 até sua morte. Protetor da Ordem dos Clérigos Regulares ( Caracciolini) antes de 22 de junho de 1805. Foi um dos quatorze cardeais expulsos de Roma em 23 de março de 1808, sob pressão das autoridades francesas que ocuparam a cidade. Levado para a França em 1809 após o afastamento do Papa Pio VII; foi um dos treze "cardeais negros" (proibido pelo imperador Napoleão Bonaparte de usar o hábito cardinalício vermelho por ter se recusado a comparecer ao segundo casamento do imperador com a arquiduquesa Maria Luísa de Áustria em 2 de abril de 1810); por ordem do imperador, foi rebaixado para Sedan em 1810; depois, para Charleville, junto com o cardeal Ferdinando Maria Saluzzo, até a assinatura da concordata de Fontainebleau pelo Papa Pio VII em 25 de janeiro de 1813; unido ao papa, foi novamente exilado em 27 de janeiro de 1814 para Lodève; uma ordem do governo provisório o libertou em 2 de abril seguinte. Após a restauração do governo papal em Roma, foi nomeado secretário de Memorandos, em 20 de maio de 1814. Camerlengo do Sacro Colégio dos Cardeais, 26 de setembro de 1814 até março 10 de 1818. Protetor da Ordem de Santo Agostinho antes de 27 de setembro de 1815. Executor do testamento do cardeal Romoaldo Braschi-Onesti (30 de abril de 1817) e tutor de seu sobrinho, o duque Pio Braschi. Protetor da Ordem dos Frades Menores e da Ordem dos Camaldulenses, 10 de maio de 1817. Prefeito da SC de Disciplina Religiosa, 14 de maio de 1817.
Eleito arcebispo titular de Damasco, em 31 de agosto de 1819. Consagrado, em 12 de setembro de 1819, igreja de Ss. Domenico e Sisto, Roma, pelo cardeal Alessandro Mattei, bispo de Ostia e Velletri, decano do Sacro Colégio dos Cardeais, assistido por Meraldo Macioti, bispo titular de Elusa, e por Francesco Albertini, bispo de Terracina, Sezze e Piperno. Arcipreste da basílica patriarcal do Vaticano, 6 de maio de 1820 até sua morte. Prefeito da SC da Fábrica de São Pedro, 16 de maio de 1820 até sua morte. Optou pela ordem dos bispos e pela sé suburbicária de Albano, em 29 de maio de 1820. Participou do conclave de 1823, que elegeu o Papa Leão XII. Camerlengo da Santa Igreja Romana e arqui-reitor da Universidade de Roma, 20 de dezembro de 1824 até sua morte. Participou no conclave de 1829, que elegeu o Papa Pio VIII. Optou pela sede suburbicária de Porto e Santa Rufina e Civitavecchia, a 5 de julho de 1830. Subdecano do Sacro Colégio dos Cardeais. Participou do conclave de 1830-1831, que elegeu o Papa Gregório XVI. Reitor da Universidade Romana, Roma.
Morreu em Roma em 18 de junho de 1837. Exposto e enterrado no túmulo de sua família na igreja Santissima Trinità dei Pellegrini e Convalescenti , Roma, onde também ocorreu o funeral.

## Link Externo
- Fiche du cardinal Pierfrancesco Galleffi sur le site fiu.edu